# Sean O'Grady
Sean O'Grady, přezdívaný Bubblegum Sean (* 10. února 1959 Austin, Texas) je úspěšný realitní makléř v Oklahoma City a bývalý šampion v boxu.

## Život a kariéra
Narodil se jako syn boxerského trenéra Pata O'Gradyho a jeho ženy Jeana O' Gradyové, která Seanovi byla zároveň i manažerkou a promotérkou. Sean se pohyboval okolo boxu už jako malý chlapec. Když mu bylo 11 let, jeho rodina se usadila v Oklahoma City. Mimo to, že byl světový šampion, je O'Grady také vysokoškolským absolventem, boxerským analytikem, televizní osobností, hercem a bývalým idolem mladistvých na celém středozápadě Spojených států. Uprostřed jeho boxerské kariéry byl Sean populární mezi mladými dívkami v celém okolí jeho domova, a nebylo neobvyklé, vidět mladé ženy z Oklahomy a přilehlých států, nosit trička Seana O'Gradyho nebo něco jiného co se k němu vztahovalo. A protože pravidelně žvýkal žvýkačku při vstupu do ringu před zápasem, dostal kvůli tomu přezdívku "Bubblegum Sean".

#### Sean O'Grady vs. Jim Watt
O'Grady začal boxovat profesionálně v roce 1975. V roce 1980 měl svůj první titulový zápas, když mu skotský šampion Lehké váhy asociace WBC Jim Watt dal příležitost bojovat o titul. O’Grady odcestoval do Skotska na zápas s Wattem, ale utrpěl tržnou ránu na čele, když se se soupeřem v devátém kole srazili hlavami. Zápas ukončil rozhodčí ve dvanáctém kole kvůli tomu, že byl O'Grady prakticky oslepen neustále stékající krví z jeho čela a vítězem se stal technickým KO Watt. O'Grady protestoval o 24 hodin později proti výsledku zápasu a argumentoval tím, že rána byla způsobena úmyslně hlavou soupeře a ne legitimním úderem. 

#### Sean O'Grady vs. Hilmer Kenty
Kvůli polemice, která byla kolem zápasu s Wattem, WBA šampion Lehké váhy, Hilmer Kenty, dal O'Gradymu další příležitost bojovat o titul. Utkali se 12. dubna, 1981. O'Grady utrpěl tržnou ránu nad levým okem v pátém kole, ale boj pokračoval a Kenty nakonec skončil dvakrát na zemi a to v druhém a osmém kole. O'Grady vyhrál jednomyslným rozhodnutím na body. Podle časopisu Ring Magazine to byl jeden z deseti nejlepších zápasů roku 1981.

Částečně kvůli problémům s jeho managerem/otcem nikdy nebránil WBA titul a byl mu nakonec odebrán, jelikož odmítl zápas s vyzyvatelem o WBA titul Claudem Noelem. Pat O'Grady pak založil vlastní organizaci, ovšem s minimálním dosahem s názvem World Athletic Association (WAA), která uznávala Seana jako šampiona. O'Grady nicméně ihned ztratil tento "titul" proti Andy Ganiganovi z Hawaie, když ho v titulovém zápase Ganigan poslal ve druhém kole k zemi.
Nicméně v dubnu 1982 bojoval znovu o titul WAA, tentokrát ve welterové váze v němž porazil Jose Hernandeze TKO ve třetím kole, když Hernandez po zaznění gongu nenastoupil do čtvrtého kola. Tento tittul poté úspěšně obhájil v červnu téhož roku v zápase s Orinem Butlerem, kterého porazil KO v prvním kole. V říjnu 1982 se však titulu vzdal a do března 1983 vybojoval další 3 zápasy z nichž jeden vyhrál a dva prohrál. Po posledním prohraném zápase s Johnem Verderosou v březnu 1983 oficiálně ukončil kariéru.
O’Grady má profesionální záznam 81 vítězství (se 70 vítězstvími výsledkem KO) a 5 proher.

## Po ukončení kariéry
Po ukončení kariéry vzdoroval všemu pokušení o comeback. Nicméně z veřejného života nezmizel. V méně nápadné úloze poskytoval barvitý komentář pro "USA's Tuesday Night Fights" než opustil toto vysílání v roce 1998. Později komentoval zápasy na stanici Fox Sports Network a také propůjčil hlas pro videohru Knockout Kings. V roce 1999, se objevil jako komentátor na "Toughman" TV Show vysílané na F/X kanálu. Také vydal vzdělávací video pojmenované "Jak na box podle Seana O'Gradyho“. V roce 1992 byl uvedený do Dvorany slávy Světového boxu - World Boxing Hall of Fame.